# 코즈믹브레이크
코즈믹브레이크(Cosmicbreak)는 일본의 사이버스텝(Cyberstep)이 만든 온라인 대전 액션 게임이다. 사용자 시점을 통한 게임 분류에서는 TPS에 해당된다.

## 개요
사이버스텝의 전작인 강철전기 C21과 유사한 캐릭터가 등장하지만, 속편은 아니며 시스템이나 조작 방법 등이 바뀐 별개의 게임이다.
강철전기 C21이 로봇의 개발 및 커스터마이즈에 중점을 두고 있던 반면, 코즈믹브레이크는 플레이어 간의 대전에 좀 더 비중을 두고 제작되었다.
30명 vs 30명, 15명 vs 15명 등 대규모의 플레이어에서 열리는 [유니온 전투]가 중심으로, 1명 vs 1명, 5명 vs 5명 등 소규모로 플레이할 수 있는 [팀 파이트 전투]와, NPC들과 어울려 전투를 할 수 있는 [유니온 전투 레기온] 등의 모드가 준비되어있다.
또한 대전 이외에도 다른 플레이어와 협력하여 준비된 스테이지를 클리어해 나가는 [미션]. 행성과 유적을 모험하며 숨겨진 보물을 찾는 [퀘스트]등의 다른 요소도 충분히 준비되어있다.
플레이어는 처음 세 가지 세력 중 하나를 선택하고 다른 세력과 경쟁해 나가게 되지만, 실제 국가 간의 살벌한 전쟁보다는 라이벌 간의 평화적인 스포츠 감각으로 경쟁해나간다.

## 세계관
무대는 "코즈믹 아크" 로 불리는 신화시대때 외우주로부터 근절되어 온 세계.
그곳에는 "브레이다인" "도스트렉스" "위즈덤"의 세 "유니온"으로부터 "아크"를 부활시키기 위한 싸움이 펼쳐지고 있었다.
플레이어는 운명에 이끌려 코즈믹 아크에 강림한 하나의 히어로로서 세 유니온 중 하나에 소속되어 아크를 부활시키기 위한 싸움에 참가하게 된다.

### 유니온
코즈믹 아크에 존재하는 3개의 세력. 유니온에는 각각 유니온을 대표하는 아크와 신관이 1명씩 존재하며, 플레이어는 그중 한 곳을 선택할 수 있다. 선택한 유니온은 다시 변경할 수 없다.

#### BRD
마음은 결코 꺽이지 않는 검. 그것은 약자를 지키며 고난에 대항하는 [용맹]의 실현!
아크 - [용맹]의 아크 · 브레이다인
로봇 애니메이션에 나오는 거대 로봇과 같은 모습을 하고있다. 녹색 빛을 내뿜는 거대한 검을 사용한다.
신관 - 라이오스
성우 - 쿠사오 타케시
브레이다인을 섬기는 신관
생각보다는 몸이 먼저 움직이는 성실하며 상냥한 열혈남아.
표면의 강함보다 용기와 같은 내면적 강함에 중점을 두며 그 강한 신념과 정의감으로 BRD를 이끈다.

#### DOS
힘은 불타오르는 절. 대. 정. 의. 모든 거악을 없애는 사나운 불꽃 [위력]의 포효!
아크 - [위력]의 아크 · 도스트렉스
거대한 공룡의 모습을 하고 있다. 거대한 입에서는 무시무시한 화염을 뿜어낸다.
신관 - 드라켄
성우 - 오오츠카 아키오
도스트렉스를 섬기는 신관.
"힘이 전부"라는 DOS를 통솔하고 있다.
자신의 주장이 한 쪽으로 기울어져 있다는 것을 알고 있지만 자신의 길을 걸어나갈 때 망설임이 없다.
한편 쿨한 모습 뒤로 농담하는 것을 즐기는 일면도 있다.

#### WIZ
지혜는 미래를 가리키는 별빛. 만물을 이해한다면 백전불패! 어둠을 가르는 [지혜]의 빛!
아크 - [지혜]의 아크 · 위즈덤
거대한 거북이의 모습을 하고 있다. 미사일이나 빔포 등의 많은 무기를 보유하고 있다.
신관 - 아이시
성우 - 다나카 리에
위즈덤을 섬기는 신관. 신중들 중에 유일한 여성형.
귀여운 겉모습과는 달리 풍부한 지식과 뛰어난 통찰력으로 WIZ의 히어로들을 이끈다.
두뇌 명석하며 조금 완고한 점이 있지만 누구보다 WIZ의 히어로들을 생각하고 있다.

## 게임 모드

### 경기장
게임의 근간이 되는 모드로, 자신만의 커스터마이즈 로봇을 사용하여 다른 플레이어와 대전을 즐길 수 있다.
유니온 전투
30명 vs 30명, 15명 vs 15명의 인원으로 대전을 실시하며, 격추될 때마다 소진되는 팀 에너지 포인트가 먼저 소진되는 팀이 패배하는 형식을 취하고 있다.
유니온 전투 레기온
기본적으로는 유니온 전투와 같은 형식을 취하고 있으나, 플레이어가 조종하지 않는 NPC가 전투에 참여한다.
각 팀에 11명의 NPC는 확정으로 할당되어 유저는 최대 6명까지 참여할 수 있다.(3명 vs 3명)
이벤트 배틀
유저들이 모두 한 팀이되어 NPC와 대전을 한다. 대부분 간단한 시나리오를 가지고 있으며, 대형 보스나 특수 적이 등장하는 경우도 있다.
이벤트가 진행될 때는 이벤트 전용 경기장이 개설되기도 한다.
팀 파이트
유저가 직접 맵과 게임 내용을 지정하여 경기장을 개설할 수 있다.
1명 vs 1명, 5명 vs 5명의 소규모 전투를 즐길 수 있으며, 대전할 스테이지를 직접 제작하여 사용할 수도 있다.
유저의 랭크나 로봇의 코스트, 로봇 타입 등을 제한할 수 있으며, 비밀번호를 설정하여 비밀번호를 알고 있는 유저끼리 전투하는 것도 가능하다.

### 미션
최대 5인의 유저가 협력하여 준비된 스테이지를 클리어하는 모드. 다섯 단계의 난이도가 존재하며, 난이도가 높을수록 높은 보상을 획득할 수 있다.
미션 목록
- 일일 미션
- 기간버스터즈
- 스타 클러스터 작전
- 캑피터스 바캉스
- 페펜리베리온
- 붉은 달밤의 전투
- 심연에서 기다리는 자
- 비치☆서바이벌!

### 퀘스트
행성과 유적을 조사하여 숨겨진 보물을 찾는 모드. 제시되는 보물을 찾아 보상을 획득할 수 있으며, 등장하는 몬스터들을 격추하여 '튠업 아이템'이나 '로봇의 파츠' 등을 입수할 수 있다.
정기점검을 실시할 때마다 맵 구성과 보물의 위치가 변경된다.
지도/게이트/키
퀘스트는 맵이라는 단위로 구분되며, 게이트를 이용하여 다음 맵으로 이동할 수 있다.
게이트를 이용하기 위해서는 키라는 아이템이 필요하며, 키는 각 맵에 출현하는 보스 몬스터를 쓰러뜨려서 획득할 수 있다.
주둔 기지
맵을 일정이상 진행하면 주둔 기지에 도달할 수 있다. 주둔 기지에 도착하면 퀘스트를 진행하면서 획득한 아이템들을 격납고로 옮겨진다.
주둔 기지에 도달하지 않고 게임 오버가 되면 획득한 아이템들이 사라지기 때문에 주의해야 한다.
또한 주둔 기지에 있는 리턴 게이트를 통해 퀘스트 진행도를 저장하고 중단할 수 있다.
게임 오버
출격 로봇들이 모두 체력이 0이되면 게임 오버가 되고 퀘스트가 종료된다. 이때 획득한 아이템들이 모두 소실된다.
각 맵의 체류 제한 시간을 모두 소진하여도 게임 오버당하니 주의해야 한다.
부스트 아이템
퀘스트에서 등장하는 몬스터들을 격추하였을 때 낮은 확률로 부스트 아이템이라는 아이템이 등장한다. 부스트 아이템을 습듭하면 로봇이 강화되어 보다 편하게 퀘스트를 진행할 수 있게 된다.
부스트 아이템은 세 가지 종류가 있으며 각 종류마다 다른 강화 효과를 가지고 있다. 파란색 부스트 아이템은 [체력 강화], 빨간색 부스트 아이템은 [공격력 강화], 노란색 부스트 아이템은 [원더비트 강화]의 효과를 가졌다.
부스트 아이템의 강화 효과는 게임 오버가 되면 모두 사라진다.
퀘스트 목록
- 미지의 행성 알칸터스

### 보스 토벌 퀘스트
지도/게이트 등의 기본적인 시스템은 퀘스트와 거의 같지만 맵의 수가 적고 마지막 맵에서는 강력한 보스 몬스터가 등장하는 특수한 퀘스트.
맵의 일반 몬스터에게서는 아이템을 획득할 수 없지만 보스 몬스터를 격추하면 큰 보상을 획득할 수 있다.
보스 토벌 퀘스트 목록
- 결전! 벨제이라프
- 결전! 프랙탈리스
- 결전! 하쿠멘 스쿠너
- 시에스쨩의 대실험!?